# آموزش در تاجیکستان
آموزش در تاجیکستان شامل چهار سال مدرسه ابتدایی و دو سطح دبیرستان (۵ و ۲ ساله) است. همهٔ سطوح آموزشی زیر نظر وزارت آموزش و پرورش این کشور است. تحصیل در ۹ سال آموزشی در سنین ۷ تا ۱۷ سالگی اجباری است. زبان آموزشی فارسی تاجیکی است اما از سال ۲۰۰۳ میلادی، زبان روسی نیز به عنوان زبان دوم آموزشی اجباری شده‌است. درصد باسوادی در تاجیکستان حدود ۹۸ درصد است اما کیفیت آموزش در این کشور پایین است. در تاجیکستان مدارسی به زبان‌های روسی و ازبکی نیز فعالیت می‌کنند.

## دانشگاه‌ها
در تاجیکستان دانشگاه‌های متعدد دولتی و خصوصی (بیشتر در دوشنبه) وجود دارد که دانشجویان خارجی بسیاری (از جمله ایرانی) را به خود جذب کرده‌است. در دانشگاه زبان آموزشی روسی است اما اخیراً توجه به انگلیسی بیشتر شده‌است.

## زبان و خط
با توجه به تفاوت خط تاجیکستان با سایر کشورهای فارسی‌زبان، این کشور نمی‌تواند از منابع درسی ایران و افغانستان استفاده‌ای ببرد. هر چند که آموزش خط فارسی از پایهٍ چهارم ابتدایی در تاجیکستان آغاز شده‌است و به مرور زمان افراد بیشتری می‌توانند از خط فارسی استفاده کنند. اما این روند بسیار کند است و دولت علاقه‌ای به خط فارسی نشان نمی‌دهد و زبان روسی را زبان علمی و ادارای کشور می‌داند و به فارسی بیشتر به عنوان زبان ادبی و هنری نگریسته می‌شود.

## مشکلات
به دلیل ضعف اقتصادی تاجیکستان و ساختارهای کهنهٔ بازمانده از زمان شوروی، این کشور به مشکلات بسیاری در آموزش و پرورش به ویژه امکانات آموزشی، کمبود معلم و مواد آموزشی دچار است. همچنین بنا به اصلاحات فرهنگی و اجتماعی دولت، حجاب در مدارس و دانشگاه‌های تاجیکستان ممنوع شده‌است.